# Boukadir (distrito)
Boukadir é um distrito localizado na província de Chlef, Argélia, e cuja capital é a cidade de mesmo nome, Boukadir.[carece de fontes?]

## Municípios
O distrito está dividido em três comunas:
- Boukadir
- Oued Sly
- Sobha